# تيري كلانسي
تيري كلانسي هو لاعب هوكي جليد كندي، ولد في 2 أبريل 1943 في أوتاوا في كندا.

## وصلات خارجية
- تيري كلانسي على موقع دوري الهوكي الوطني (الإنجليزية)
- تيري كلانسي على موقع قاعة مشاهير الهوكي (لاعب أن.إتش.أل) (الإنجليزية)
- تيري كلانسي على موقع EliteProspects.com (الإنجليزية)
- تيري كلانسي على موقع HockeyDB.com (الإنجليزية)
- تيري كلانسي على موقع Hockey-Reference.com (الإنجليزية)
- تيري كلانسي على موقع أوليمبيديا (الإنجليزية)